# Hack (Pferd)

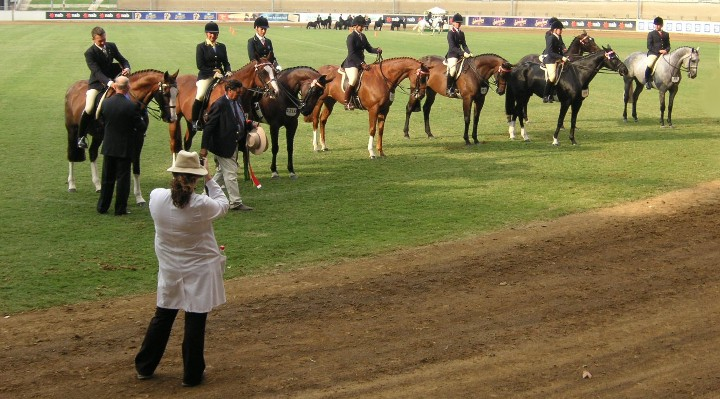
Hacks bei der Bewertung in der Sydney Royal Easter Show

Bei einem Hack handelt es sich um eine Pferdetypzucht; es ist ein edles, leicht gebautes Reitpferd. Bei den Hacks handelt es sich größtenteils eigentlich um Vollblüter oder Kreuzungen zwischen Vollblütern und Anglo-Arabern, teils unter Beimischung von Ponys und Arabischen Vollblütern, sie sind daher meistens heißblütig. Sie haben im Allgemeinen ein Stockmaß von 1,47 bis 1,60 m und können jede beliebige Grundfarbe haben.
Hintergrundinformationen zur Pferdebewertung und -zucht finden sich unter: Exterieur, Interieur und Pferdezucht.

## Exterieur
Im Allgemeinen ist ein Hack ein sehr edles, leicht gebautes Reitpferd mit korrektem, eleganten Exterieur. Viele Exterieurpoints lassen die Einflüsse von Englischen Vollblütern und Anglo-Arabern erkennen.
Dem kleinen, trockenen Kopf mit großer Noblesse und ausdrucksvollem Gesicht folgt ein langer Hals, der gut aufgesetzt, elegant getragen und wohlgeschwungen ist. Die lange, reitpferdetypische Schulter ist schräg gelagert. Der deutlich markierte und somit eine gute Sattellage gewährleistende Widerrist geht in einen eher kurzen, kräftigen Rücken von durchschnittlicher Breite und Tiefe sowie mit wohlgeformten Rippen über. Die Kruppe ist genügend lang, gut bemuskelt und abgerundet. Das oftmals etwas leichte, aber korrekt gestellte Fundament mit guter Bemuskelung und einem Röhrbeinumfang von mindestens 20 cm weist teils knappe Gelenke, aber oft wohlgeformte Hufe auf.
Hacks kommen in allen Grundfarben (alle Farben mit der Ausnahme jeglicher Arten von Schecken) vor, wobei dunkle Farben (Rappen, Dunkelbraune) bevorzugt werden. Großflächige weiße Abzeichen sind nicht erwünscht.
Die Widerristhöhe liegt zwischen 147 und 160 cm.

## Mechanik

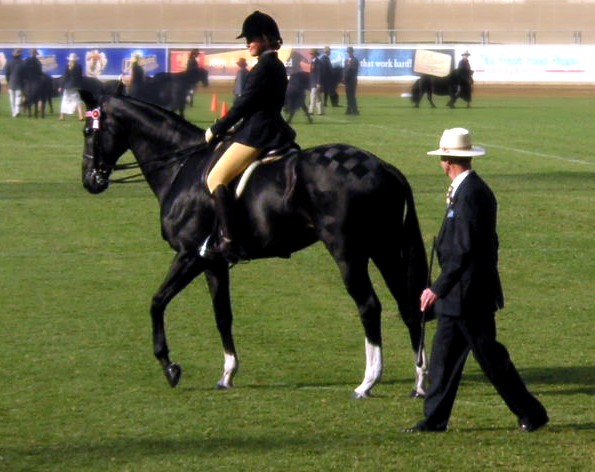
Hack im Schritt

Die Gangarten sind im Allgemeinen raumgreifend und ausbalanciert, mit sehr flacher Knieaktion. Der Schritt ist frei, der Trab besitzt eine längere Schwebephase und ist geschmeidig. Der Galopp ist langsam, leichtfüßig und elegant.

## Interieur
Auf ein ruhiges, gelassenes Temperament wird großer Wert gelegt, damit die Pferde gut im Showring präsentiert werden können. Tadellose Manieren werden erwartet.

## Namensherkunft
Aus dem Englischen übersetzt, heißt Hack Spazierreitpferd. Diese Bezeichnung kam bereits im Mittelalter als haquenai und hackeney vor (abgeleitet vom altfranzösischen Wort "Hacquenée") und wurde für billige Gebrauchspferde, die charakteristisch im Trab geritten wurden, verwendet.

## Zucht
Moderne Hacks sind Kreuzungsprodukte verschiedener Pferderassen, ist also nicht selbst als konsolidierte Rasse zu bezeichnen. Die Zucht beruht meist auf Englischen Vollblütern, die für einen genügenden Rahmen, das gute Gangvermögen und das elegante Exterieur verwendet werden und denen etwas Ponyblut zur Erhöhung der Substanz und für einen verlässlicheren Charakter beigemischt wird. Teilweise werden auf Arabische Vollblüter und Anglo-Araber für eine höhere Eleganz und einen gutmütigen Charakter beigefügt. Manchmal handelt es sich bei Hacks auch um erfolglose Galopprennpferde der Rasse Englisches Vollblut, die erfolgreich in Show Hack-Klassen starten.
In verschiedene Zuchtrichtungen (großer Hack, kleiner Hack, Damenhack) unterteilt, werden im gesamten englischsprachigen Raum Pferdeschauen abgehalten, bei denen Eleganz, Typ und korrekte Aufmachung bewertet werden.
Hacks werden überwiegend in Privathand im gesamten englischen Sprachraum gezüchtet, das Hauptzuchtgebiet sind die Grafschaften im Süden Englands.
Nur genügend korrekt gebaute Tiere bezeichnet man als Hack.

## Geschichte
Während des 19. Jahrhunderts gab es zwei Arten von Hacks: den Covert Hack und den Park Hack. Der Unterschied zwischen ihnen war recht groß. Der Covert Hack wurde dazu verwendet, seinen Reiter zum Stelldichein von Jagden zu bringen und war ein elegantes, qualitätsvolles Pferd. Er musste gute Manieren und einen guten weichen Gang haben. Da er nicht für die Jagd eingesetzt wurde, besaß er keine Ausdauer und Stärke, auch sein Galoppiervermögen war von nur untergeordneter Bedeutung. Im Vergleich zu heutigen Hacks besaßen die Covert Hacks mehr Substanz und Knochenstärke, und dabei weniger elegant gebaut.
Den Covert Hack gibt es nicht mehr. In den heutigen Schauklassen für Reitpferde findet man noch am ehesten Pferde, die diesem Typ nachkommen. Diese Pferde waren hübsch gebaut, besaßen jedoch nicht dieselbe Eleganz und Grazie wie der Show Hack.
Der Park Hack war das Pferd, auf dem die feinere Gesellschaft in beliebten Gegenden wie Rotten Row in London auszureiten pflegte. Sie mussten äußerst gute Manieren und viel Ausstrahlung besitzen, um ihren Reiter so gut wie möglich in Szene zu setzen.
Das moderne Gegenstück des Park Hacks ist der Show Hack, für den es verschiedene Schauklassen gibt. Der Show Hack kann einzeln oder paarweise vorgestellt werden. Einzelklassen gibt es für kleine Hacks (1,47 – 1,52 m), große Hacks (1,52 – 1,60 m) und Ladies Hacks (1,47 – 1,60 m), die unter dem Damensattel vorgestellt werden. Die Hacks werden im Schritt, Trab und Arbeitsgalopp gezeigt; jedes Pferd muss eine Einzelvorstellung geben und wird außerdem vom Richter geritten.

## Rassestandard
Der Hack sollte einen äußerst edlen Kopf mit einem geraden Profil besitzen. Der Hals sollte einer „guten Zügellänge“ entsprechen und elegant und gut ausgebildet sein. Die Brust sollte breit und tief sein – allerdings nicht zu breit – und die Schultern ein perfektes Exterieur aufweisen. Sie sollten leicht abfallen, um den charakteristischen, frei fließenden, flachen und geschmeidigen Gang zu ermöglichen, für den der Hack bekannt ist. Der Rücken der Hacks sollte weder zu lang noch zu kurz und perfekt proportioniert sein, und er sollte eine gute Gurttiefe und einen wohlgeformten Brustkorb besitzen. Die Hinterhand sollte eine abgerundete Kruppe besitzen, jedoch nicht übermäßig schwer gebaut sein. Der Hack sollte gute gesunde Beine haben, die weder Beulen noch Narben aufweisen. Die Beine dürfen jedoch nicht zu schlank sein, und der Umfang des Röhrbeins sollte mindestens 20 cm betragen. Die Hinterbeine müssen von hinten betrachtet besonders gerade sein (also nicht kuhhessig oder fassbeinig) mit einem kräftigen Röhrbein.